# Honda CBR 500 R
Die CBR 500 R (Werkscode PC 44, PC 57, PC 62, PC 62A, PC 70), als alltagstaugliches Sportbike der mittleren Hubraumklasse, ist ein Motorradmodell des japanischen Herstellers Honda.
Der „Sportstourer“ im Supersport-Look lässt sich bereits mit einem A2-Führerschein in Deutschland fahren.

## Modellgeschichte
Die erste CBR 500 R mit dem Werkscode PC 44 kam 2013 in Europa auf den Markt. Im Jahr 2016 erschien ihr Nachfolger mit neuem sportlich-dynamischen Aussehen und LED-Scheinwerfern. Ein Jahr später überarbeitete Honda das Modell und veröffentlichte ein Euro-4-konformes Motorrad mit dem Werkscode PC 57.
Den gleichen Motor und das gleiche Fahrwerk haben auch die Honda CB 500 F und die Honda CB 500 X, womit Honda eine Baukastenstrategie verfolgt und damit Entwicklungskosten für einzelne Modelle spart. Hergestellt wird das aktuelle Modell im Werk in Thailand.

### PC 44 – Baujahr 2013 bis 2015

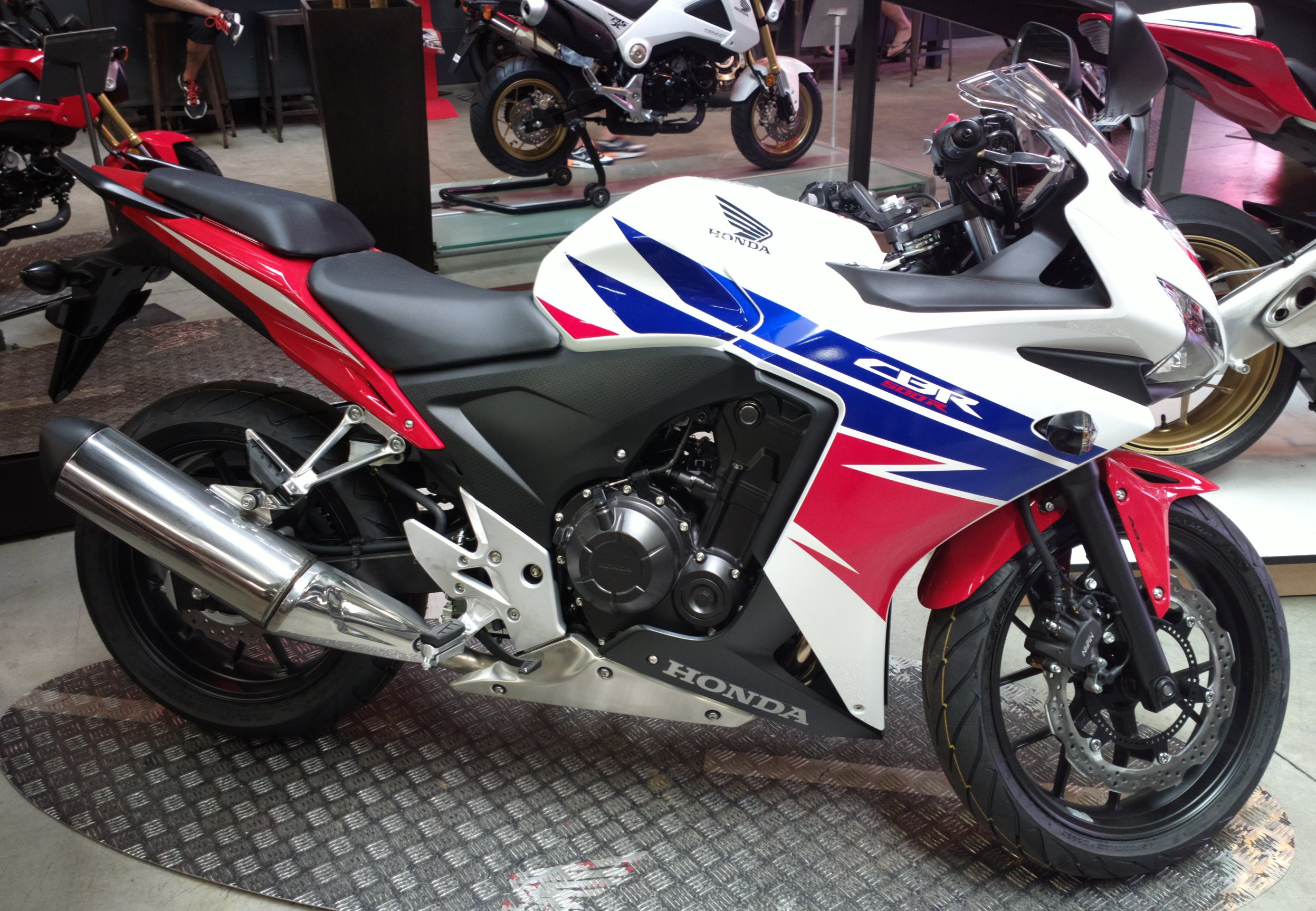
Honda CBR 500 R (2014)

Die sportliche Honda mit Vollverkleidung hat einen Zweizylinder-Reihenmotor mit 35 kW (48 PS). Der Motor, das Fahrwerk und der Rahmen wurden neu entwickelt. Sie ist mit ABS, einer 41-mm-Telegabel, 17"-Aluminium-Gussrädern und einem digitalen Cockpit ausgestattet. Sie wiegt vollgetankt 194 kg (Tankinhalt 15,7 l Super).
In Deutschland kostete sie zum Verkaufsstart 6090 Euro.

### PC 57 – Baujahr 2016 bis 2018

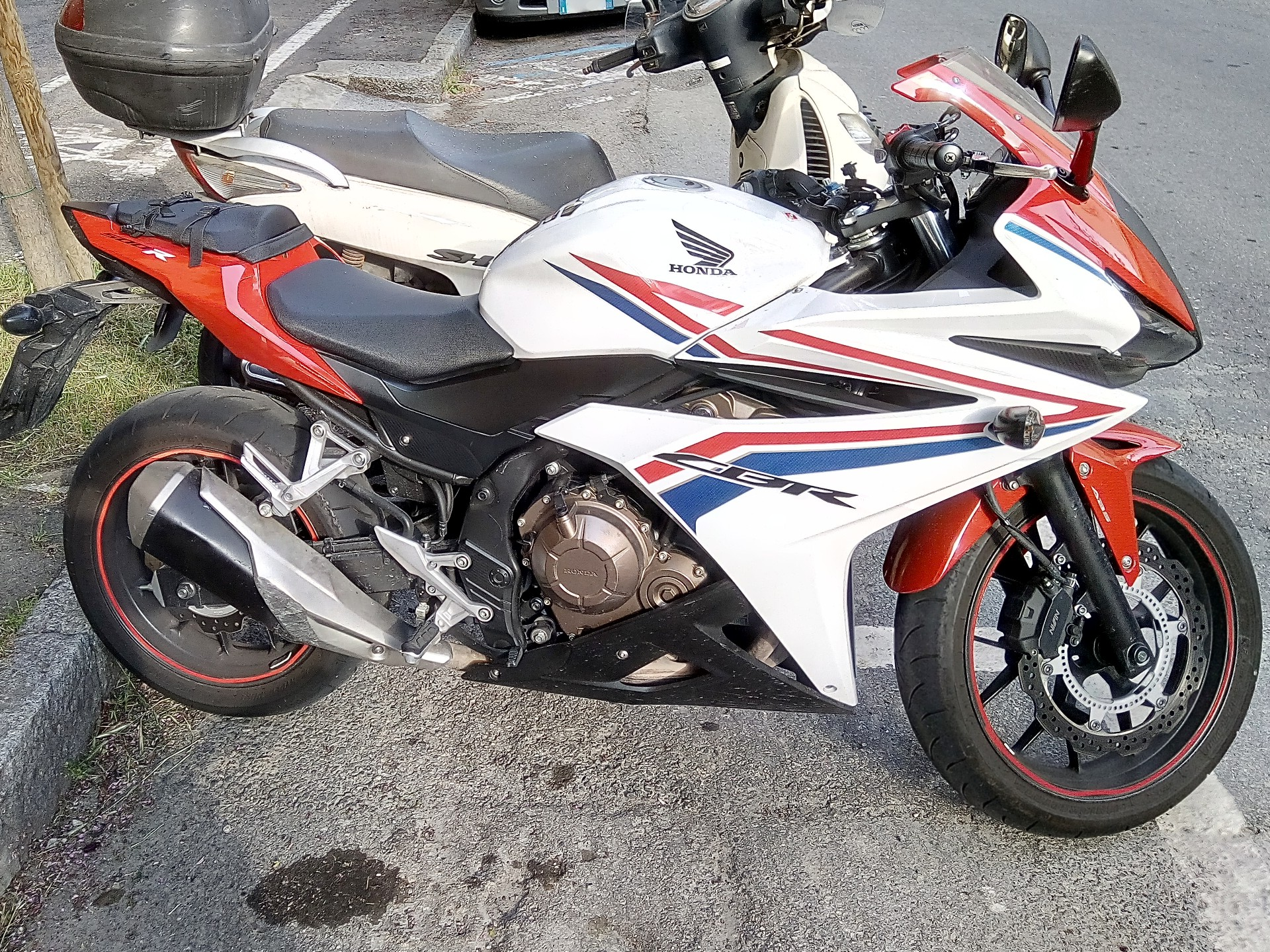
Honda CBR 500 R (2017)

Antrieb und Fahrwerk blieben beim Modellupdate unverändert. Honda konzentrierte sich auf ein modernes sportliches Erscheinungsbild und eine verbesserte Ausstattung. Außerdem werden Leuchtdioden (LED) im Scheinwerfer und Rücklicht verwendet. Der Tank wurde auf 16,7 l vergrößert; der Bremshebel ist fünffach verstellbar. Ebenfalls gibt es eine verstellbare Federvorspannung, eine Überarbeitung des Schaltmechanismus und einen 2 kg leichteren Endschalldämpfer.
Im Jahr 2017 erhielt die CBR ein Modellupdate, damit sie die Euro-4-Abgasbestimmungen erfüllt.
Sie ist in den Farben Ross White (Tricolor), Millennium Red und Matt Gunpowder Black Metallic verfügbar.

### PC 62 – Baujahr 2019 bis 2021

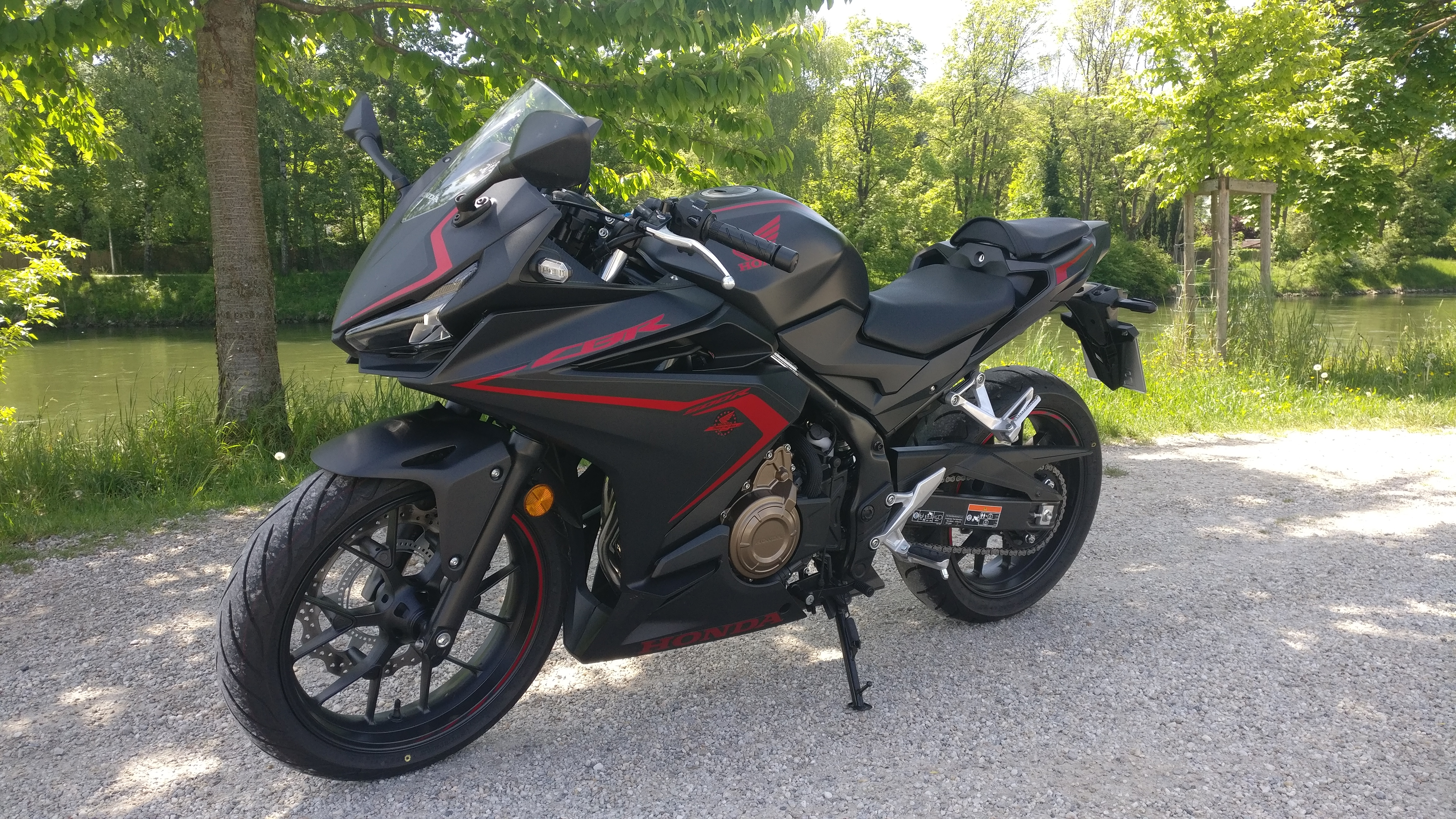
Honda CBR 500 R (2019)

Das Motorrad erhielt ein kraftvoller und aerodynamisch günstig wirkendes Aussehen. Die Kraftentfaltung wurde durch ein erhöhtes Drehmoment im unteren und mittleren Bereich verbessert. Neu waren ferner eine Anti-Hopping-Kupplung, die die Schaltvorgänge erleichtert, ein Zweirohr-Auspuffkrümmer und ein tiefer angebrachter Clip-on-Lenker. Instrumente mit Flüssigkristallbildschirm (mit Ganganzeige) und LED-Blinker rundeten die Modellüberarbeitung ab.
Die PC 62 war in drei Farbvarianten verfügbar: Matt Axis Grey Metallic, Grand Prix Red und Pearl Metalloid White.
Zum Verkaufsstart kostete sie 7090 Euro.

### PC 62A – Baujahr 2022 bis 2023
Neben einer 41-mm-Upside-down-Gabel erhielt die CBR zum Modelljahr 2022 eine vordere Doppelscheibenbremse, eine geänderte Gewichtsverteilung sowie eine neu konstruierte Hinterradschwinge. Neue Felgen, Positionsleuchten in den Blinkern, ein LED-Scheinwerfer sowie geänderte Dekore sorgen für eine neue Optik. Der Verkaufspreis stieg zum Verkaufsstart auf 7580 Euro.

### PC 70 – Baujahr 2024 bis heute

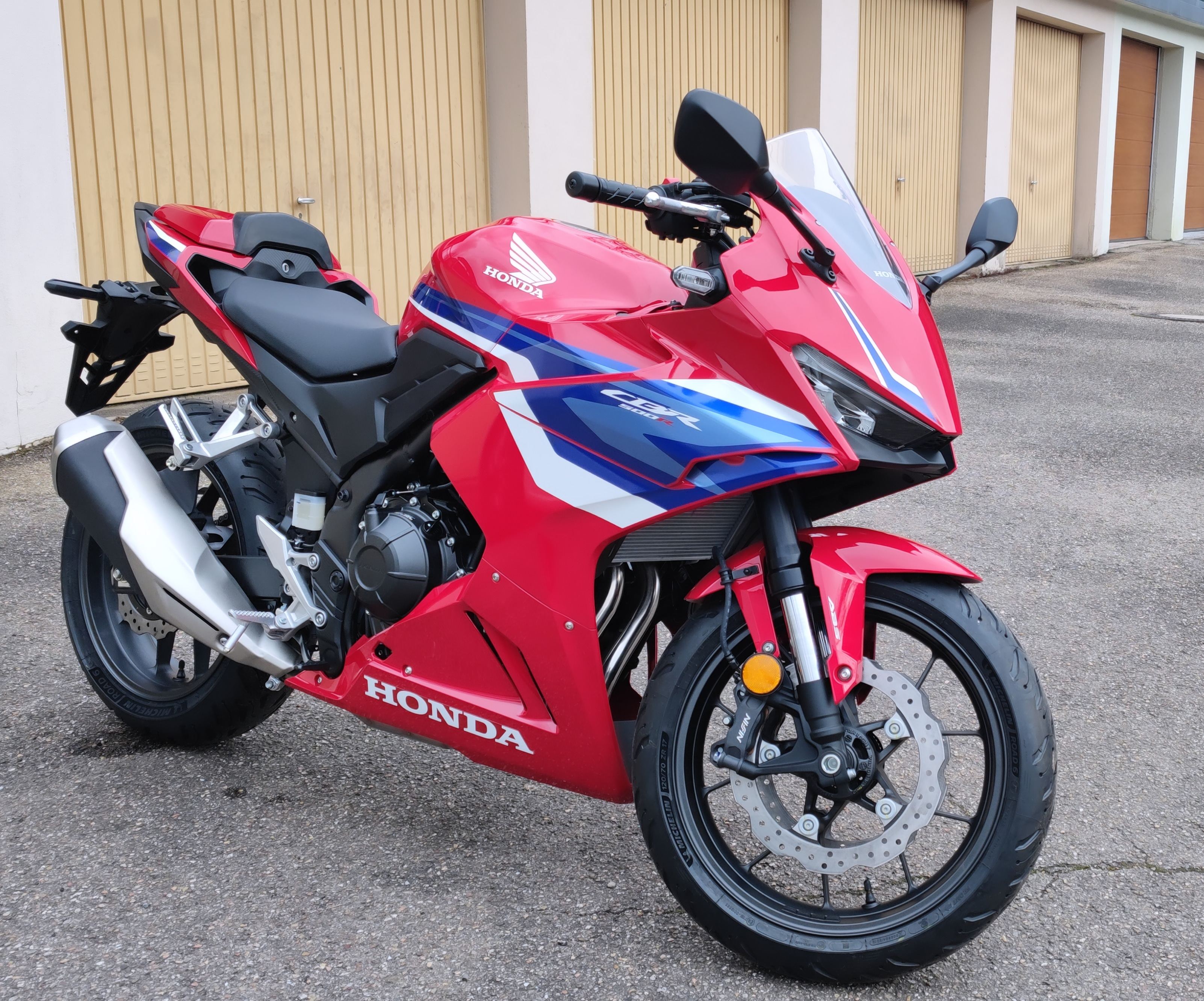
Honda CBR500R (2024)

Zum Modelljahr 2024 wurde die Optik und die Form der Verkleidung angepasst, farblich ähnelt sie der Fireblade mit einem blau-weißen Streifen auf rotem Grund. Neu sind die Winglets an der Verkleidung. Ein 5-Zoll TFT-Display wurde als Tachoeinheit eingeführt, mit dem auch Funktionen wie Navigation, Telefonie und Textnachrichten über ein verbundenes Mobiltelefon genutzt werden können. Die Software der PGM-FI-Einspritzung wurde überarbeitet. Zudem wird die Euro 5+-Norm erfüllt. Der Preis stieg um 100 Euro auf 7680 Euro ab Werk.